# Evelyn Francisco
Evelyn Francisco, pseudonimo di Evelyn Bartman (Little Rock, 13 agosto 1904 – Corona, 27 gennaio 1963), è stata un'attrice statunitense.

## Biografia
Terza figlia di John Bartman e di Mary Isabel Francisco, Evelyn adottò, come le sorelle Marguerite (1896 – 1963) e Betty (1900 – 1950), il cognome della madre per presentarsi nel mondo dello spettacolo.
Iniziò come una delle “bellezze al bagno” di Mack Sennett, e come tale apparve nei suoi primi cortometraggi e nelle Hollywood Follies che nel 1924 furono rappresentate nel Philharmonic Auditorium della città. Nel 1927, insieme alla sorella Marguerite, ebbe una particina nel colossal di Cecil DeMille Il re dei re, ma non riuscì mai a emergere in ruoli importanti e nel 1929 abbandonò ogni ambizione di carriera. Si sposò due volte: con Samuel Bernheim, morto nel 1934, e poi con Francis Stearns (1894 – 1986).
Evelyn Francisco morì nel 1963 a Corona, in California, e fu sepolta nel Forest Lawn Memorial Park di Glendale.

## Filmografia
- Flip Flops (1923)
- Bright Lights (1924)
- O.U.T. West (1925)
- The Wild Goose Chaser (1925)
- Madame Behave (1925)
- Nize Monkey (1926)
- Il re dei re (1927)
- King of the Herd (1927)
- Donna pagana (1929)